# Lucila Rubio de Laverde
Lucila Rubio de Laverde, née en 1908 à Facatativá en Colombie, morte en 1970, est une femme politique colombienne et l'une des principales suffragettes de son pays. Elle est aussi fondatrice d'école, enseignante, présidente de deux associations féministes, la première femme à présenter une demande du droit de vote des femmes au président de la Colombie, et représente la Colombie à de nombreux congrès et conférences internationaux.

## Biographie

### Jeunesse, débuts militants
Lucila Rubio naît en 1908 à Facatativá, en Colombie. Elle commence à militer dans les années 1930, lorsqu’elle lutte pour les droits économiques des femmes. Elle fait pression en faveur d'une législation accordant aux femmes des facilités prénatales, est partisane du concubinage et n'apprécie pas la place laissée aux femmes par l'Église.

### Dirigeante féministe
Lucila Rubio devient l'une des dirigeantes du mouvement colombien pour les droits des femmes et une des principales suffragettes,. Elle est l'une des fondatrices de l'Unión Femenina de Colombia (en) (UFC, Union des femmes de Colombie), fondée à Bogota avec María Currea en 1944. L'UFC est l'une des organisations féminines les plus importantes à cette époque. Elle s'étend à d'autres villes et promeut le droit de vote, l'alphabétisation des femmes et les droits civiques. Lucila Rubio de Laverde est élue présidente de l'organisation .
Elle devient aussi présidente de l'Alianza Femenina de Colombia (en) (Alliance des femmes de Colombie), fondée la même année. En 1944, l'UFC recueille plus de 500 signatures pour faire pression sur l'obtention du droit de vote, pétition que Lucila Rubio de Laverde présente elle-même au président Alfonso López Pumarejo, exigeant le droit de vote des femmes.

### Journaliste, fondatrice d'école, enseignante
Elle écrit pour Agitación Femenina de 1944 à 1946. Elle écrit sur les problèmes sociaux en Colombie dans une optique féministe, pour des journaux et des magazines tels que Pax et Libertas (Paix et Liberté), Verdad (Vérité) et Dominical (Dimanche). Elle fonde le Collège Froevel, qui fonctionne pendant huit ans, et elle donne des cours à l'École du service social, à l'Institut des femmes de l'Université libre et au Colegio Mayor (Collège principal) de Cundinamarca.

### Conférences et congrès internationaux pour les droits des femmes
En Colombie, Lucila Rubio participe successivement à la conférence sur le droit de vote de 1945 et à la conférence de 1946, où elle affirme que les femmes ne doivent pas se limiter à leur foyer mais doivent être des citoyennes à part entière. Elle participe également au Primer Congreso Interamericano de Mujeres (es) (premier Congrès interaméricain des femmes) qui se tient dans la ville de Guatemala, au Guatemala en 1947, où elle préside la session finale au cours de laquelle les résolutions sont rédigées.
Elle assiste aussi au deuxième congrès des femmes des Amériques et à la réunion du Conseil international des femmes en 1960 à Varsovie. Elle participe en 1962 au 15e congrès de la Ligue de la paix et de la liberté, à San Francisco, et prend part aux débats sur les essais nucléaires. Lucila Rubio participe aussi au pèlerinage des Femmes pour la Paix, en 1963, à Rome et à Genève.

### Vie privée
Lucila Rubio épouse un homme de lettres, Eduardo Laverde.

## Hommages
Son nom est donné en 2023 au nouveau collège officiel Lucila Rubio de Laverde, qui accueille plus de mille élèves à Engativá, dans la banlieue ouest de Bogota.